# Santa Ana (Pampán)
Pour les articles homonymes, voir Santa Ana.
Santa Ana est l'une des quatre paroisses civiles de la municipalité de Pampán dans l'État de Trujillo au Venezuela. Sa capitale est Santa Ana.